# Мелихова, Любовь Николаевна
Любовь Николаевна Мелихова (род. 1936) — доярка совхоза имени Свердлова Тоцкого района Оренбургской области, Герой Социалистического Труда (1966).

## Биография
Родилась 7 апреля 1936 года в совхозе имени Свердлова Тоцкого района Оренбургской области в семье крестьянина.
Закончила неполную среднюю школу и в 1955 году начала работать дояркой на ферме совхоза (затем — племзавода) имени Свердлова Тоцкого района Чкаловской (с декабря 1957 года — Оренбургской) области.
За 30 лет работы показала себя лучшей дояркой, систематически перевыполняла планы по надою молока.
Указом Президиума Верховного Совета СССР от 22 марта 1966 года за достигнутые успехи в развитии животноводства, увеличении производства и заготовок молока Мелиховой Любови Николаевне присвоено звание Героя Социалистического Труда с вручением ордена Ленина и золотой медали «Серп и Молот».
Был учрежден переходящий приз имени Любови Николаевны Мелиховой, который вручался лучшей доярке.
Проживает в селе Тоцкое Оренбургской области.
Делегат XV и XVI съездов профсоюзов СССР, кандидат в члены ВЦСПС, избиралась членом Тоцкого райкома КПСС.
С 2013 года — член Совета старейшин при губернаторе Оренбургской области.

## Награды
- Герой Социалистического Труда (1966)
- Орден Ленина (1966)
- Орден «Знак Почёта»
- Медаль «За трудовую доблесть»
- Почётное звание «Ударник коммунистического труда» (1964)
- Почётный гражданин Тоцкого района (2004)